# Кукліло чорнодзьобий
Куклі́ло чорнодзьобий (Coccyzus erythropthalmus) — вид зозулеподібних птахів родини зозулевих (Cuculidae). Гніздиться в Північній Америці, зимує в Південній Америці.

## Опис

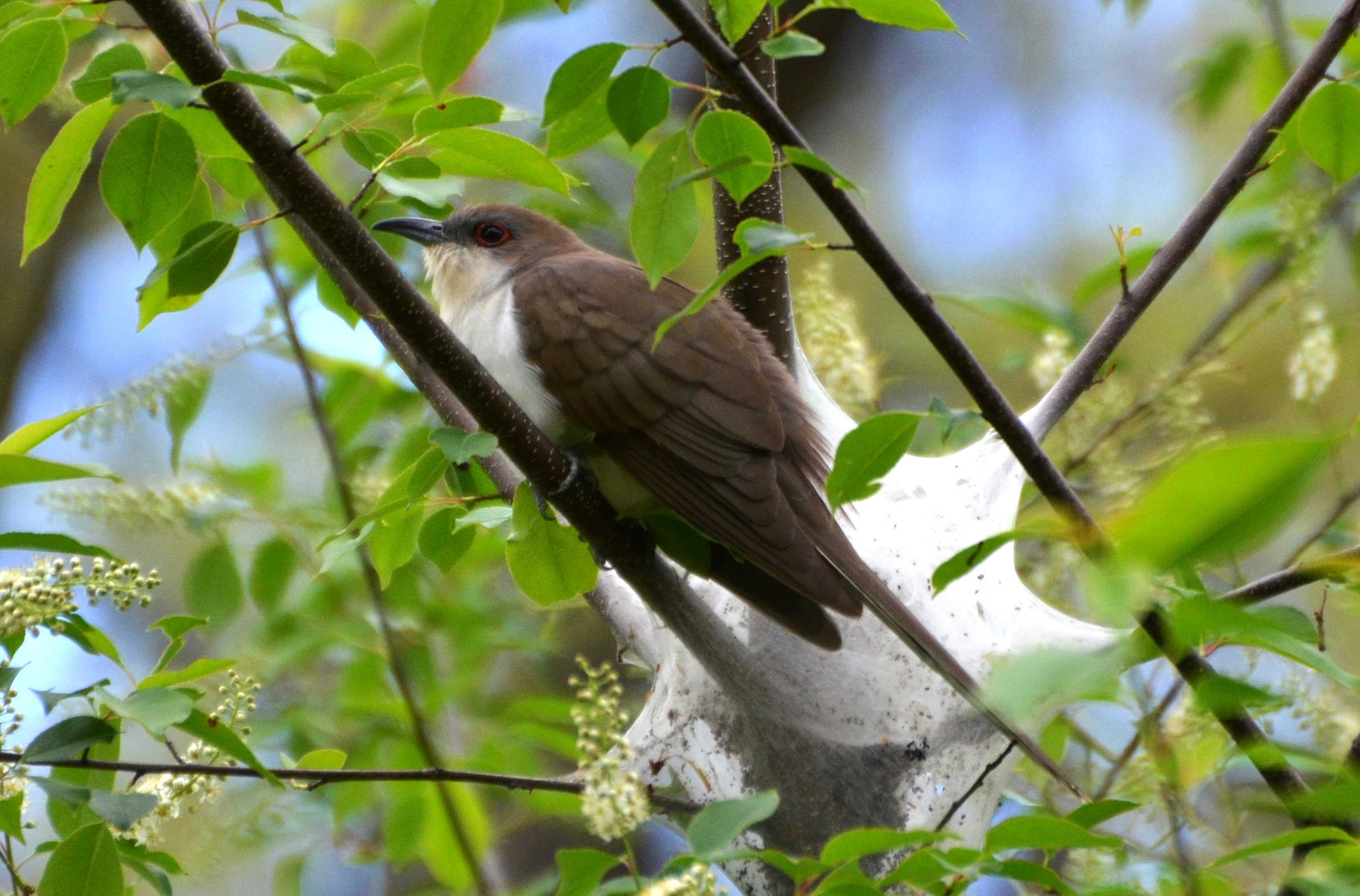
Чорнодзьобий кукліло

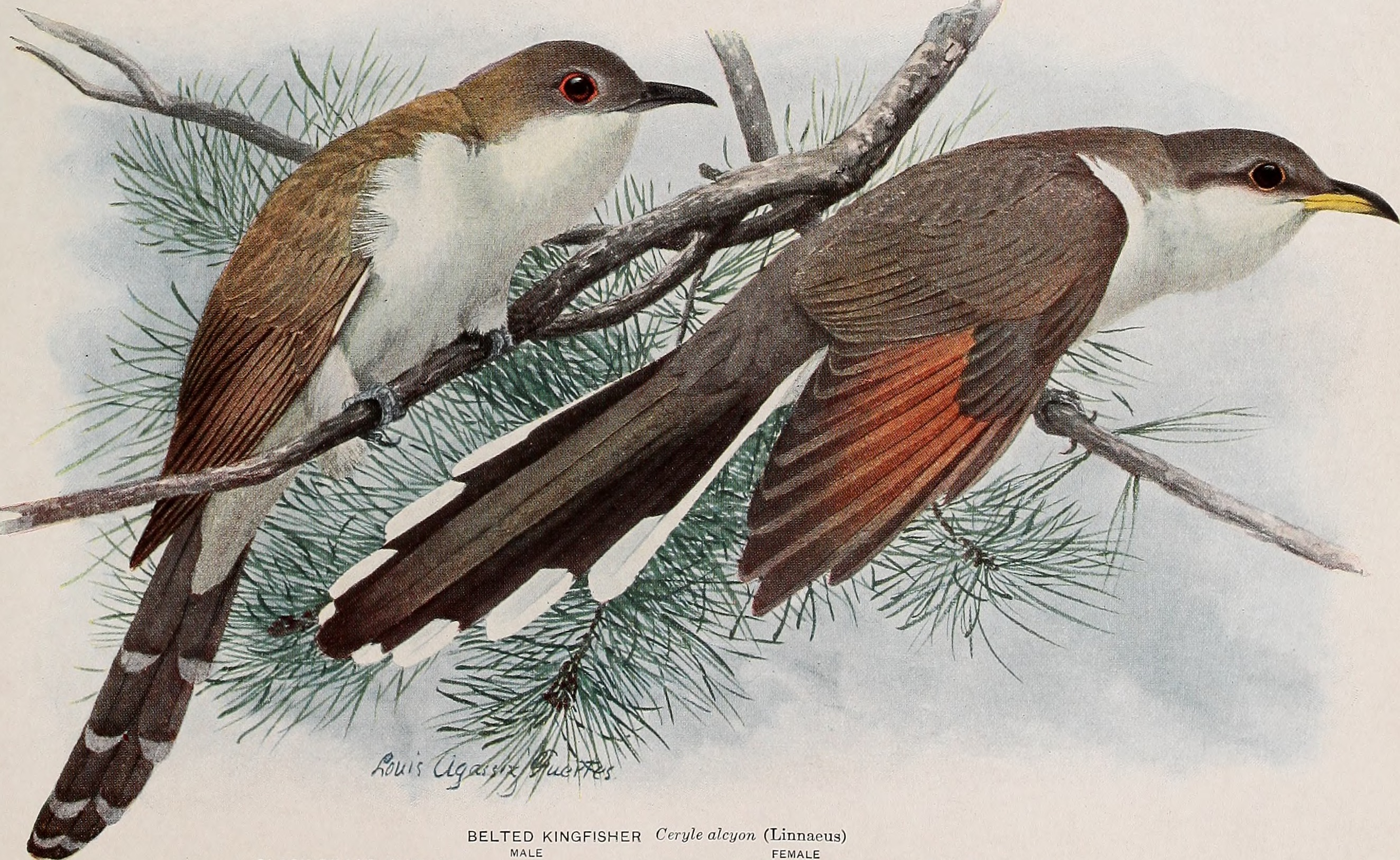
Північний кукліло (попереду) і чорнодзьобий кукліло (позаду)

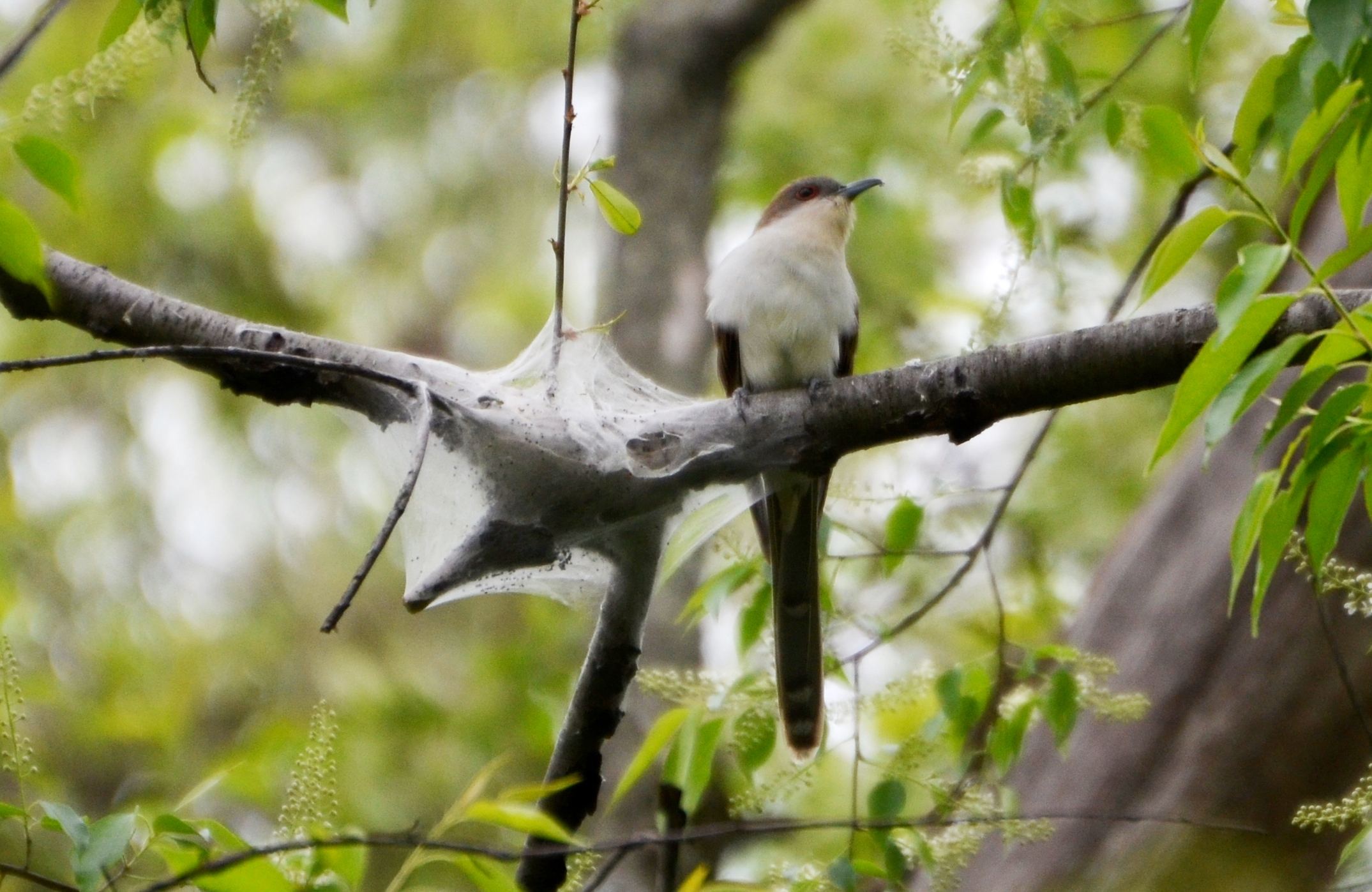
Чорнодзьобий кукліло

Довжина птаха становить 27-31 см, розмах крил 38-44 см. Самці важать 45-46 г, самиці 55-55 г. Довжина крила становить 13,3–14,1 см, довжина хвоста 14,7–16 см, довжина дзьоба 20-24 мм, довжина цівки 21-24 мм. Самиці є дещо більшими за самців, однак мають однакове забарвлення.
Голова і верхня частина тіла рівномірно коричневі. Нижня частина тіла біла, на горлі, підборідді і верхній частині грудей сіруваті плями. Махові пера знизу коричневі, покривні пера крил білі. Стернові пера знизу сірувато-коричневі, на кінці білуваті. Райдужки темно-карі, навколо очей жовті кільця, під час сезону розмноження вони набувають червоного кольору. Дзьоб дещо вигнутий, чорний.
Забарвлення молодих птахів подібне до забарвлення дорослих птахів, однак верхня частина тіла у них має рудувато-коричневий відтінок. Райдужки у них жовті, дзьоб сизуватий. Пташенята про народженні мають довжину 6-7 см і важать 7,5 г, мають чорну шкіру, покриту рідким білим пухом.

### Голос
Типова вокалізація чорнодзьобого кукліло — серія з 2-5 високих, швидких криків "ку-ку-ку", яка схожа на крик звичайної зозулі, однак швидша. Її найчастіше можна почути влітку, під час сезону розмноження.

## Поширення і екологія
Чорнодзьобі кукліло гніздяться в Північній Америці на схід від Скелястих гір, на півдні Канади (зокрема на острові Принца Едварда та на півострові Нова Шотландія) та в Сполучених Штатах Америки (на південь до Північної Кароліни, Арканзасу, Оклахоми і Теннессі). Взимку вони мігрують на північний захід Південної Америки (до Колумбії, Еквадору, Перу, Болівії і західної Бразилії). Відліт до місць зимівлі в Канаді починається у серпні-вересні, в США у жовтні-листопаді. В Техасі мігруючих чорнодзьобих кукліло спостерігають у вересні-жовтні та у квітні-травні, в Панамі у верпені-листопаді та з кінця березня до початку травня.
На мігрції чорнодзьобі кукліло регулярно трапляються на півдні США, в Мексиці і Центральній Америці. Бродячі птахи іноді спостерігалися в Гренландії, Західній Європі та на заході США.
Чорнодзьобі кукліло живуть переважно на узліссях широколистяних і мішаних лісів, рідше в хвойних лісах. Їх також можна зустріти в молодих лісах з густим чагарниковим підліском. Іншим типовим середовищем проживання для чорнодзьобих кукліло є болота та інші водно-болотні угіддя з густими вільховими заростями і верболозами. Іноді вони живуть на відкритих середовищах, також як покинуті сільськогосподарські землі, парки і сади. Чорнодзьобі кукліло ведуть прихований спосіб життя, ховаючись серед густої рослинності. Вони віддають перевагу місцевостям поряд з джерелом води — річкою, озером, болотом або ставком.
Чорнодзьобі кукліло гніздяться переважно на висоті до 900 м над рівнем моря, однак на міграції їх можна побачити на більшій висоті. В Колумбії вони спостерігалися на висоті 1600 м над рівнем моря, а в Перуанських Андах на висоті 2400 м над рівнем моря. На зимівці вони зустрічаються на високогірних луках, в сухих міжандських долинах та в сельві Амазонії.

## Поведінка
Чорнодзьобі кукліло живуть поодинці або парами. На міграції і в місцях зимівлі вони приєднуються до змішаних зграй птахів. Вони живляться переважно комахами, зокрема кониками, жуками, цикадами, а також павуками, яких шукають на деревах. Велику частину їх раціону складає гусінь, зокрема види, покриті отруйними волосинками і через це неїстивні для більшості інших птахів. Перед тим як проковтнути таку здобич, птах спочатку тре її об кору дерева, щоб позбавитись щетинок. Решта щетинок накопичуються в шлунку птаха і потім відригуються у вигляді погадки. Чорнодзьобі кукліло знищують таких шкідників лісу, як непарних шовкопрядів і американських білих метеликів. Іноді вони також живляться дрібною рибою, жабками і яйцями птахів, взимку плодами і насінням.
Сезон розмноження у чорнодзьобих кукліло триває переважно з травня по вересень. Їх гніздо являє собою платформу з гілочок, стебел, кори і корінців, середина якої встелюється листям, хвоєю та іншим рослинним матеріалом. Воно розміщується на горизонтально розташованій гілці дерева або в чагарниках, на висоті 0,5-0,6 м над землею, дуже рідко просто на землі, будується парою птахів. Перед початком парування самець підлітає до самиці з комахою в дзьобі. Після цього самиці періодично маше хвостом вверх-вниз протягом приблизно 15 хвилин, в цей час самець сидить поряд. Потім самець з комахою у дзьобі парується з самицею, після чого може дати комаху самиці або самостійно з'їсти її.
В кладці зазвичай від 2 до 4 тьмяно-синьо-зелених яєць. Самиці відкладають яйця вранці з проміжком у 2 дні. Інкубаційний період триває 10-13 днів. Насиджують і самиці, і самці, змінюючи один одного кожні 90 хвилин. Пташенята вилупляються з яєць приблизно в один час. При народженні вони є сліпими, очі відкриваються у них на 2 день життя. Вони просять їжу, витягуюючи шию вперед, розставивши крила і видаючи жалібні звуки. За пташенятами доглядають і самиці, і самці, годують їх гусінню та іншими комахами. Пташенята покидають гніздо через 21-23 дні після вилуплення.
Чорнодзьобі кукліло іноді не насиджують самостійно яйця, а підкладають їх в гніздо інших птахів, як це робить багато інших видів зозуль. Найчастіше об'єктом їхнього гніздового паразитизму стають інші чорнодзьобі кукліло або північні кукліло. Іноді вони відкладають яйця в гнізда іншим видам птахів, зокрема мандрівним і лісовим дроздам, сірим пересмішникам, білобровим карнаткам, золотистим піснярам-лісовикам, американським омелюхам, бурим дроздам-короткодзьобам та іктеріям. Часто пташенята чорнодзьобих кукліло викидують з гнізда інших пташенят.

## Збереження
МСОП класифікує цей вид як такий, що не потребує особливих заходів зі збереження. За оцінками дослідників, популяція чорнодзьобих кукліло становить пприблизно 880 тисяч птахів. У 1980-х і 1990-х роках популяція цього виду значно скоротилася.